# カールトン・センター
カールトン・センター（英語: Carlton Centre）は、南アフリカ共和国ハウテン州ヨハネスブルグ市都市圏F区にある超高層ビルである。

## 概要
高さは223 mで、アフリカ大陸で最も高い建築物である。

## 歴史
1973年開業、スキッドモア・オーウィングズ・アンド・メリルが設計を担当したことから注目された。当初は高級ホテルであるカールトンホテルが入居、営業するなど市内でも屈指のステータスを誇っていたが、1990年代初頭からビル周辺のダウンタウンがスラム化すると、ホテルも1990年代後半に撤退を余儀なくされた。1999年にアフリカ最大の鉄道旅客・港湾管理会社であるトランスネットがビルの所有権を取得したが、現在は売却を検討している。

## 施設
地下1階から3階まではショッピングセンターがあり、トランスネットの本社が入居している。屋上には、市内を一望できる展望台があり、観光名所となっている。